# Славянская мифология (энциклопедический словарь)
Славянская мифология — однотомный энциклопедический словарь, выпущенный сотрудниками Института славяноведения РАН. Издан в 1995 году, в 2002 году вышло 2-е издание.

## Редколлегия
С. М. Толстая (отв. ред.), Т. А. Агапкина, О. В. Белова (во 2-м издании), Л. Н. Виноградова, В. Я. Петрухин.

## Авторы
Вяч. Вс. Иванов, В. Н. Топоров, Н. И. Толстой, В. Я. Петрухин, А. В. Гура, Л. Н. Виноградова, С. М. Толстая, Е. Э. Будовская, В. В. Усачёва, О. В. Белова, О. В. Санникова, Т. А. Агапкина, В. В. Слащёв, А. А. Плотникова, Е. Е. Левкиевская, Г. И. Кабакова, А. Л. Топорков, А. В. Чернецов и др.

## Изменения во 2-м издании
Второе издание помечено как «исправленное и дополненное». В нём отсутствуют некоторые статьи, в частности: «Шумска майка» и «Ведьмак» (В. В. Слащёв), «Святогор» (В. В. Иванов, В. Н. Топоров). Вводная статья «Славянская мифология» (В. В. Иванов, В. Н. Топоров) заменена предисловием от редколлегии.

## Выходные данные
1. Славянская мифология / науч. ред. В. Я. Петрухин, Т. А. Агапкина, Л. Н. Виноградова, С. М. Толстая; Ин-т славяноведения и балканистики РАН. — М.: Эллис Лак, 1995. — 416 с. — ISBN 5-7195-0057-X.
2. Славянская мифология : энциклопедический словарь / редколлегия: С. М. Толстая (отв. ред.),  Т. А. Агапкина, О. В. Белова, Л. Н. Виноградова, В. Я. Петрухин; Ин-т славяноведения РАН. — 2-е изд. — М. : Междунар. отношения, 2002. — 512 с. — ISBN 5-7133-1069-8.